# European Ecological Network
EECONET (ang. European Ecological Network) – koncepcja europejskiej sieci ekologicznej zainicjowana w Holandii i przyjęta w 1992 roku przez Radę Europejską.
EECONET ma prowadzić do:
- opracowania mapy sieci ekologicznej dla całej Europy
- opracowania strategii ochrony przyrody najmniej przekształconych obszarów w Europie
- zachowania obszarów ważnych dla migracji zwierząt
- lepszej ochrony gatunków i siedlisk
- opracowania przestrzennej struktury sieci obszarów najbardziej naturalnych

EECONET składa się z:
- obszarów węzłowych
- korytarzy ekologicznych
- obszarów wymagających unaturalnienia